# 莫尔贝洛
莫尔贝洛（義大利語：Morbello），是意大利亚历山德里亚省的一个市镇。总面积23.3平方公里，人口433人，人口密度18.6人/平方公里（2009年）。ISTAT代码为006110。